# Мітрошкін Ігор Олександрович
Ігор Олександрович Мітрошкін (нар. 12 червня 1950, с. Старий Крим, Кримська область) — член Партії регіонів; колійний народний депутат України.
Народився 12 червня 1950 (м. Старий Крим, Кримська область); дружина Людмила Олександрівна (1949) — пенсіонерка; дочка Ольга (1974).
Освіта: Миколаївський кораблебудівний інститут (1967–1974), інженер-кораблебудівник, «Суднобудування та ремонт».
Вересень 2007 — кандидат в народні депутати України від Партії регіонів, № 259 в списку. На час виборів: народний депутат України, член ПР.
Народний депутат України 5-го скликання з вересня 2006 до листопада 2007 від Партії регіонів, № № 195 в списку. На час виборів: віце-президент акціонерного комерційного банку «Імексбанк», член ПР. Член фракції Партії регіонів (з вересня 2006). Член Комітету з питань правової політики (жовтень — листопад 2006), член Комітету з питань національної безпеки і оборони (з листопада 2006).
- Квітень 1974 — липень 1975 — інженер, липень 1975 — серпень 1976 — старший інженер відділу стандартизації та загальної техніки Одеської міжобласної лабораторії державного нагляду за стандартами та вимірювальною технікою.
- Серпень 1976 — квітень 2000 — служба в органах державної безпеки.
- Березень 2000 — червень 2005 — перший заступник голови правління, червень 2005–2006 — віце-президент АКБ «Імексбанк».
- Квітень 2002–2006 — віце-президент ЗАТ "Футбольний клуб «Чорноморець».